# Pirata digitatus
Pirata digitatus là một loài nhện trong họ Lycosidae.
Loài này thuộc chi Pirata. Pirata digitatus được Tso & Jun Chen miêu tả năm 2004.